# Volvo 340/360
La Volvo série 300 correspond à la gamme des modèles compacte du constructeur suédois Volvo qui a été produite entre l'hiver 1976 et 1991. Elle était produite dans l'usine NedCar (anciennement DAF) aux Pays-Bas et en complément dans l'usine Volvo de Göteborg.
Elle a été disponible d'abord en carrosserie 3 (343) et 5 (345) portes bicorps. Lors de la refonte des appellations Volvo en 1982, les 343 et 345 sont devenus 340. Une 360 équipée de moteurs plus haut de gamme et d'une inédite carrosserie tricorps a complété la gamme.

## Création
Lorsqu'en 1975, Volvo rachète le constructeur néerlandais DAF, le projet "77" est en cours de création. Il s'agit de la remplaçante de la DAF 66. Volvo décidera de compléter sa gamme vers le bas, la "petite" Volvo de l'époque étant la 242, en rebaptisant la 66 en Volvo 66 et en nommant la "77" Volvo 340.
L'accord existant déjà entre Daf et Renault pour la fourniture des moteurs, ce sont les « moteur Cléon-Fonte » 1,4 litre et « moteur F » 1,7 litre en essence  ainsi que le 1,6 litre diesel (également un « moteur F » Renault) qui équiperont la 340. Seul le 2,0 litres est un pur produit Volvo.
On retrouve également la boîte Variomatic (à double courroie), spécialité DAF, sur ce modèle. La boite Variomatic étant placée sur l'essieu arrière, cet emplacement fut conservé les boites de vitesses des versions à transmission manuelle, donc très en arrière, ce qui apporte une excellente répartition des masses entre l'avant et l'arrière. La suspension arrière est un pont De Dion .

## Historique

### Première série (343/345) (1975 - 1980)
C'est en 1975 qu'est introduite la nouvelle Volvo 343. Il s'agit d'une berline compacte à carrosserie 3 portes. Elle n'est disponible qu'avec le mythique « moteur Cléon-Fonte » Renault l'unique motorisation , un 1,4 litre essence de 70 ch. Elle est équipée de la boîte Variomatic d'origine DAF. Les niveaux de finitions sont DL, GL, GLS et DLS.
Pour augmenter les ventes, Volvo adapte une transmission manuelle à 4 rapports en plus de la Variomatic à partir de 1979.
En 1980 arrive la déclinaison 5 portes de la 343, la 345. Elle reprend le même 4 cylindres de 70 ch avec au choix les deux boîtes de vitesses proposées. La 343 connaît quelques évolutions esthétiques avec l'arrivée d'une face avant remaniée : de nouveaux pare-chocs et de nouveaux feux pour que son design se rapproche de celui de la 345.

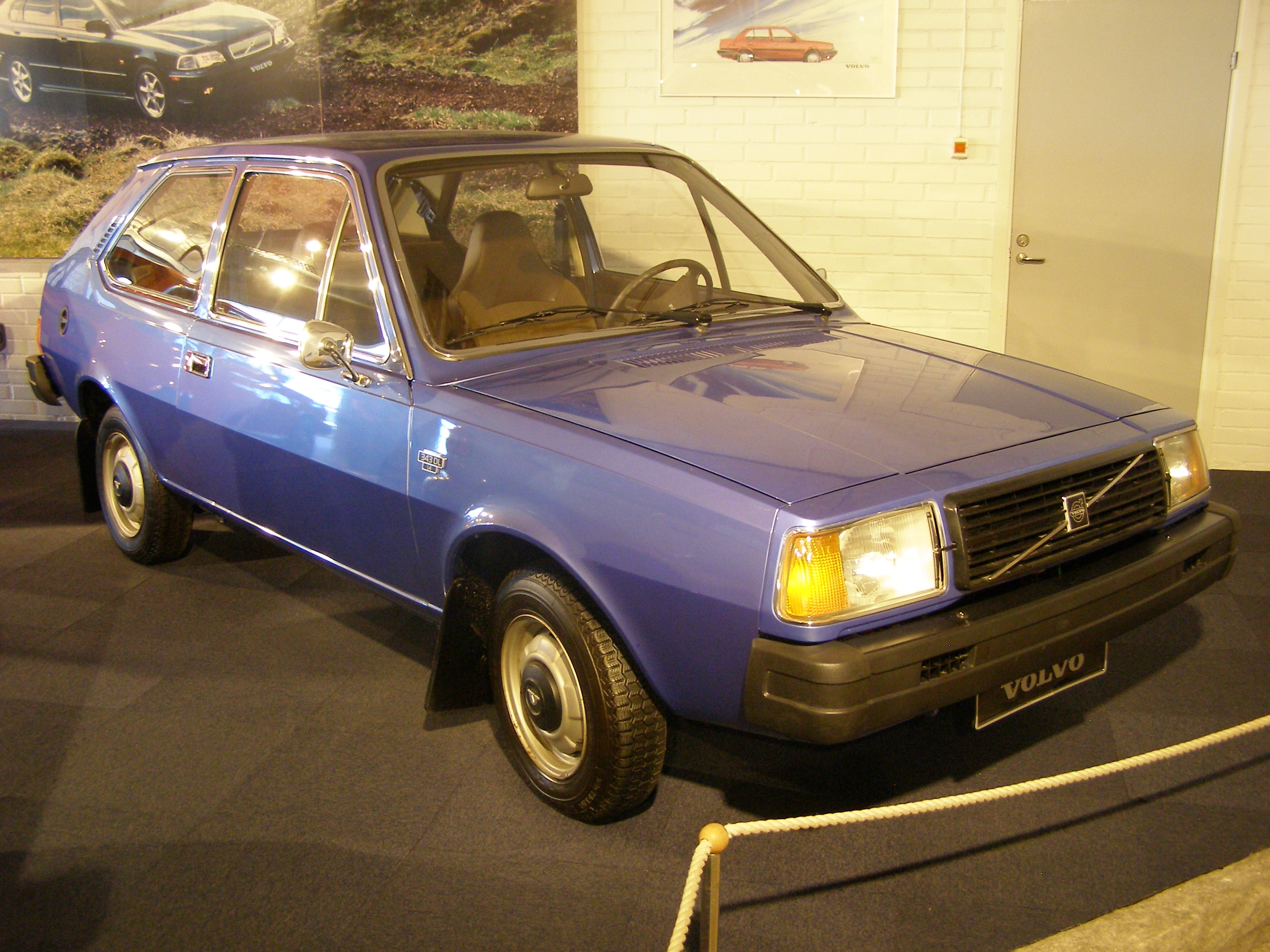
Volvo 343 (1975 - 1980)
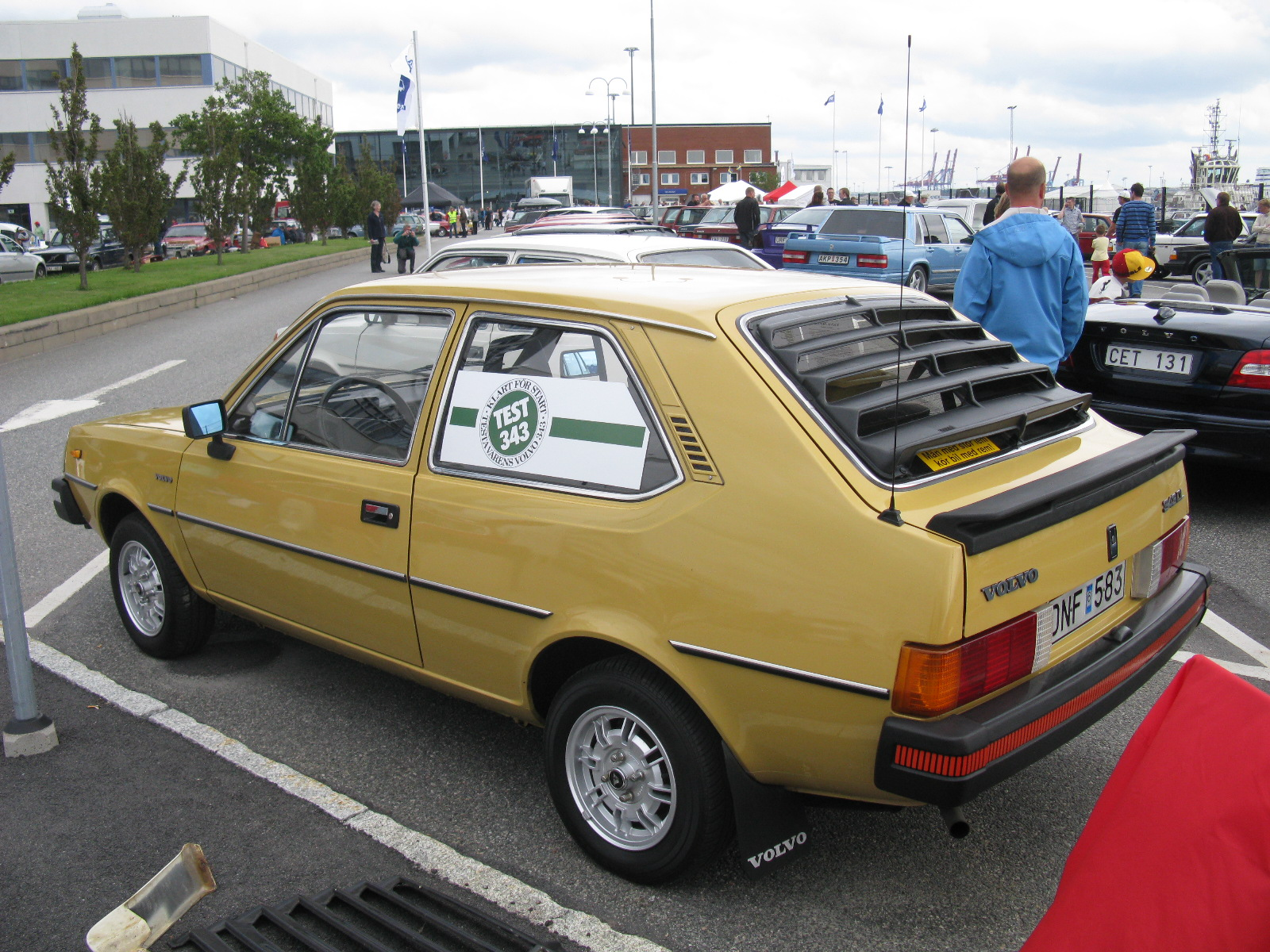
Volvo 343 (1975 - 1980)

### Deuxième série (343/345) (1981 - 1982)
En 1981, la série 340 connait plusieurs évolutions avec une nouvelle face avant : nouvelle calandre, nouveaux pare-chocs et nouveaux feux. L'intérieur est revu avec une nouveau tableau de bord. Les motorisations évoluent : on note l'arrivée d'un 2,0 litres d'origine Volvo développant 95 ch.

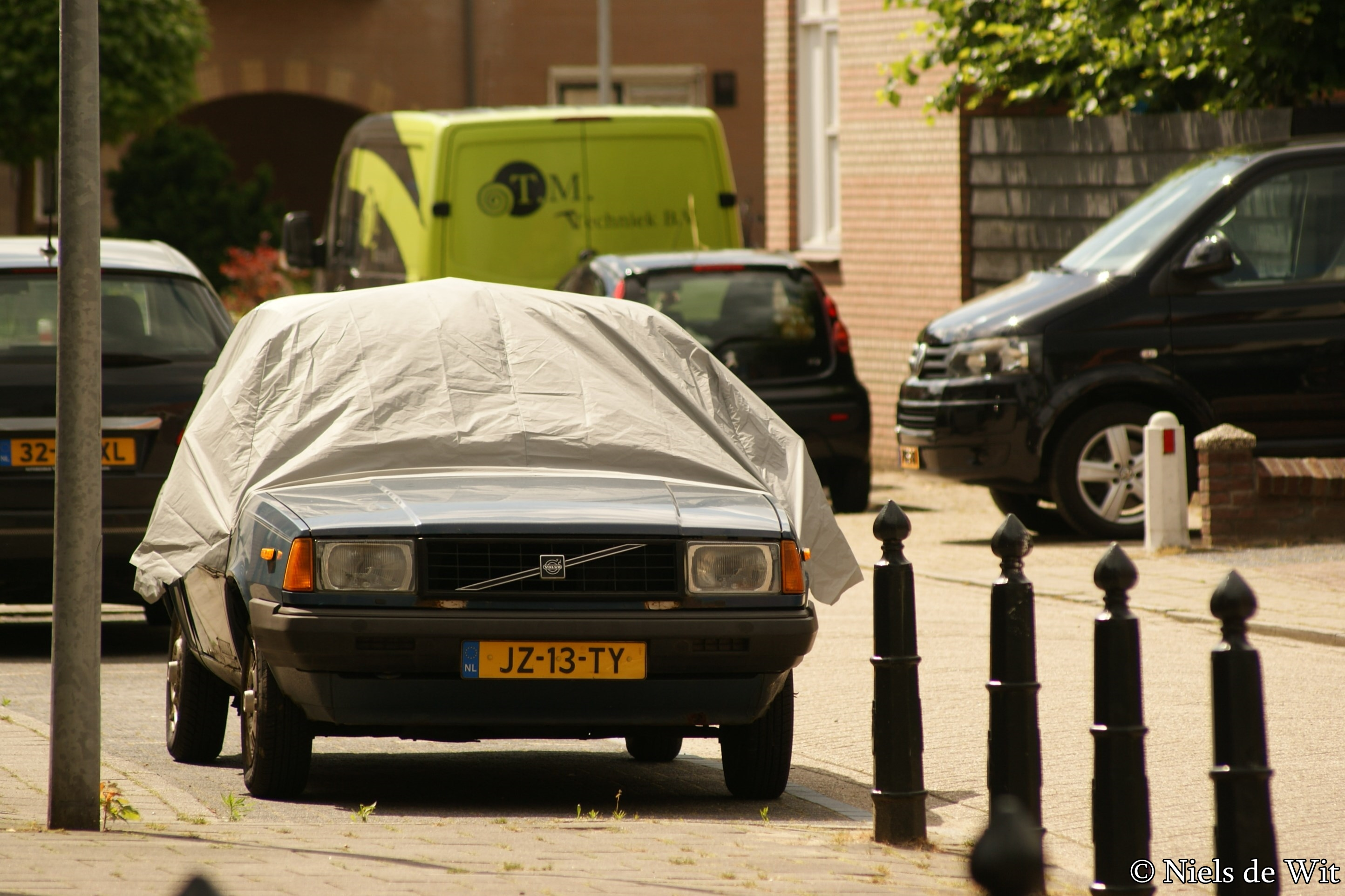
Volvo 343 (1981 - 1982)
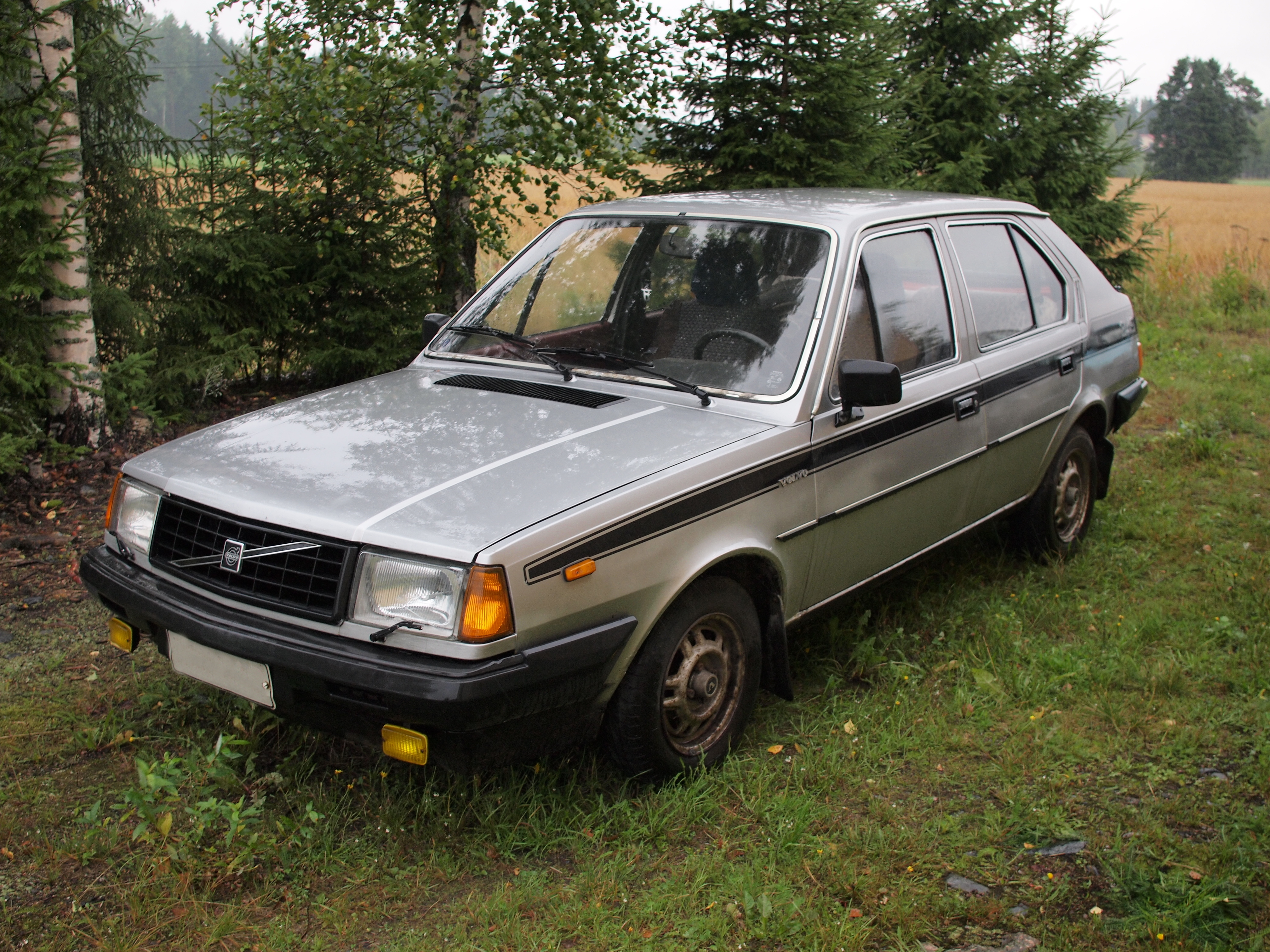
Volvo 345 (1981 - 1982)
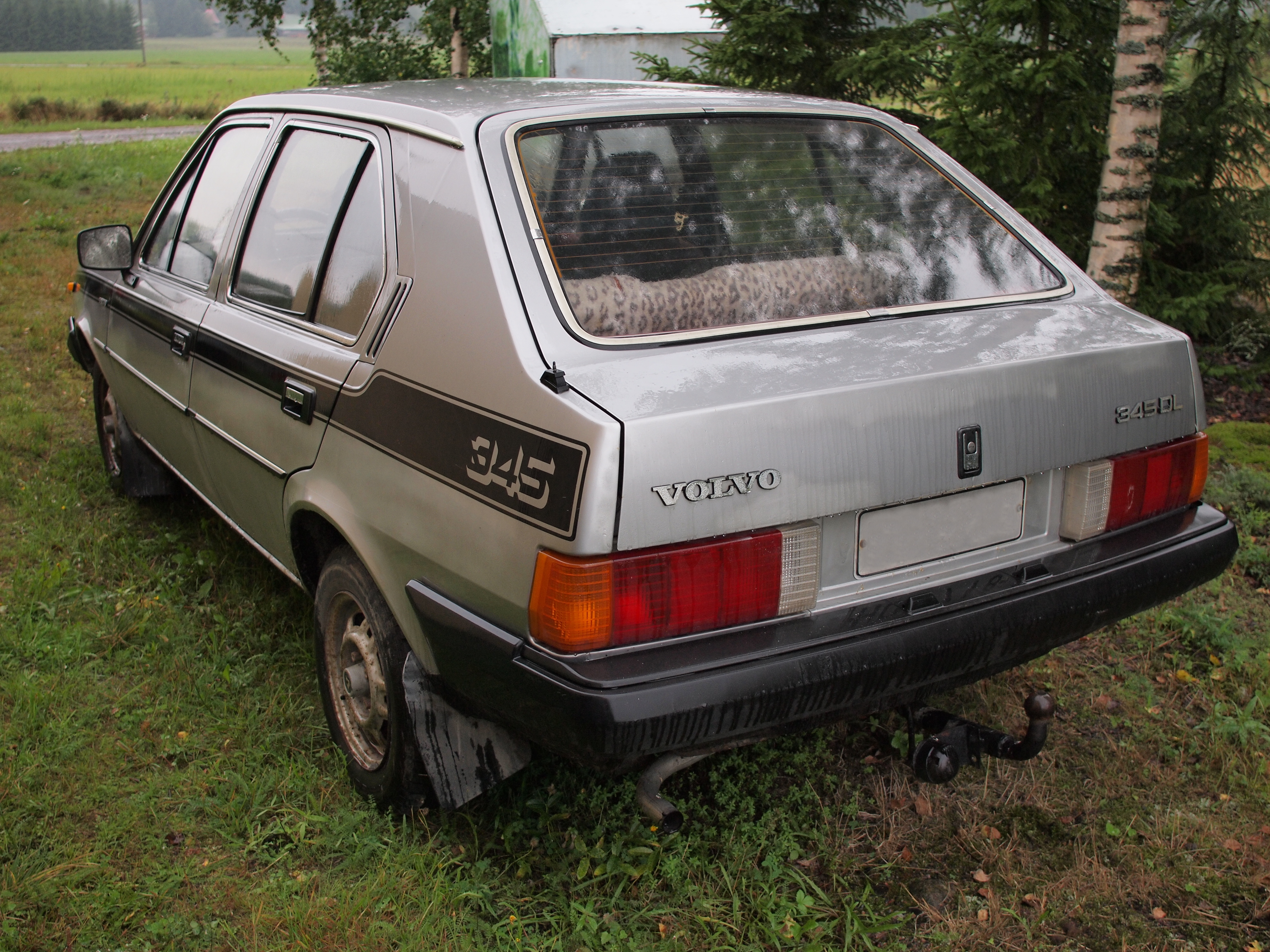
Volvo 345 (1981 - 1982)

### Troisième série (340/360) (1983 - 1985)
À partir de 1983, la nomenclature change et les 343 et 345 deviennent 340 et 360. La 340 reprend le 1,4 litre Renault à carburateur simple et développant 64 ch et une version à double carburateur développant 70 ch. La 360 reçoit le 2,0 litres Volvo en version à carburateur développant 90 ch et en version à injection développant 118 ch. La boîte manuelle 5 vitesses est de série sur la 360. Les finitions évoluent et deviennent DL, GL, GLE, DLS et GLS pour la 340; base, GL, DLS, GLS, GLE et GLT pour la 360.
Pour 1984 est introduit une nouvelle carrosserie tricorps en berline. Et en 1985, c'est le « moteur F » diesel d'origine Renault qui est introduit : 1,6 litre développant 54 ch avec une boîte manuelle 5 vitesses. Ce moteur provient des Renault 9 et Renault 11.

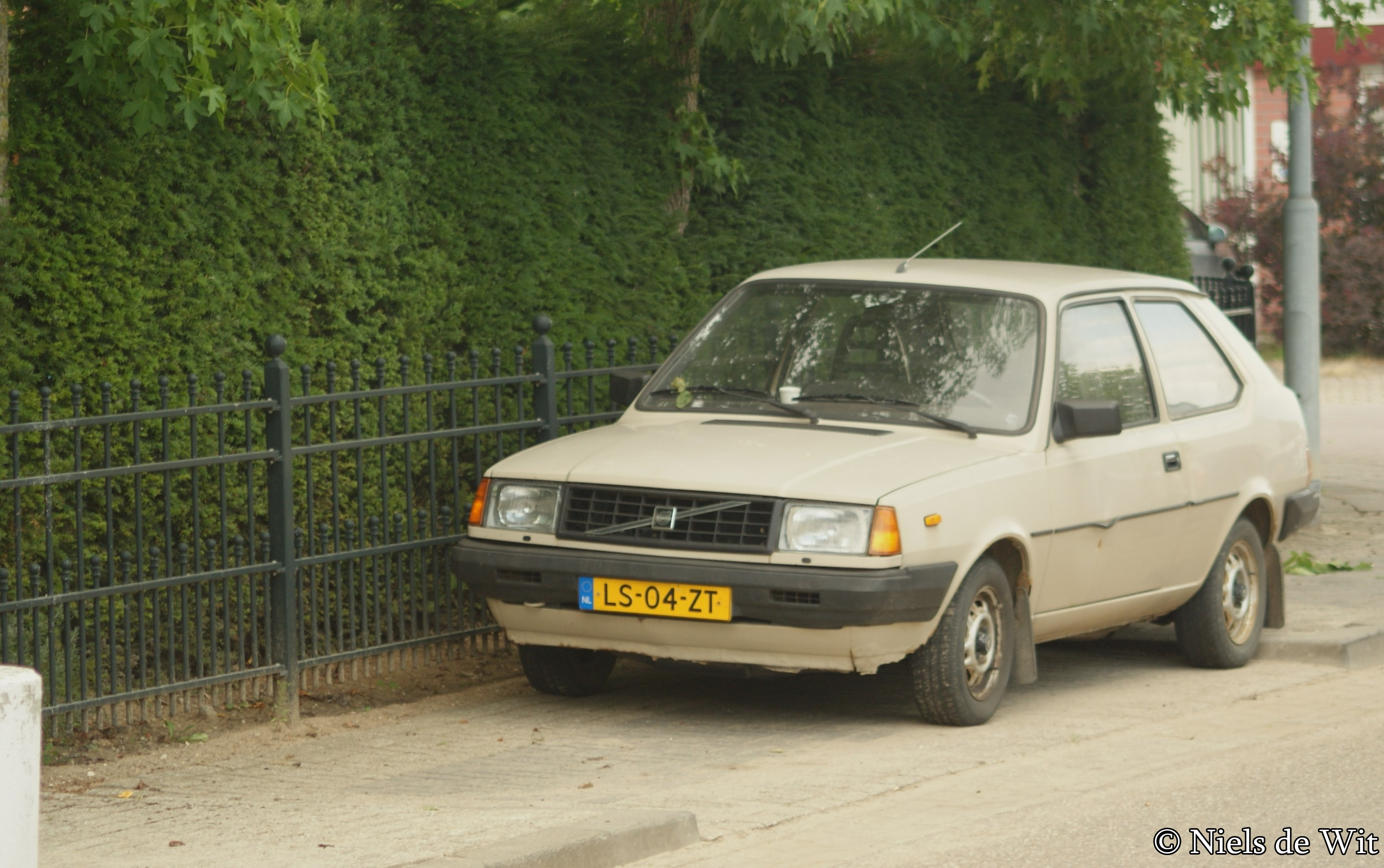
Volvo 340 3 portes (1983 - 1985)
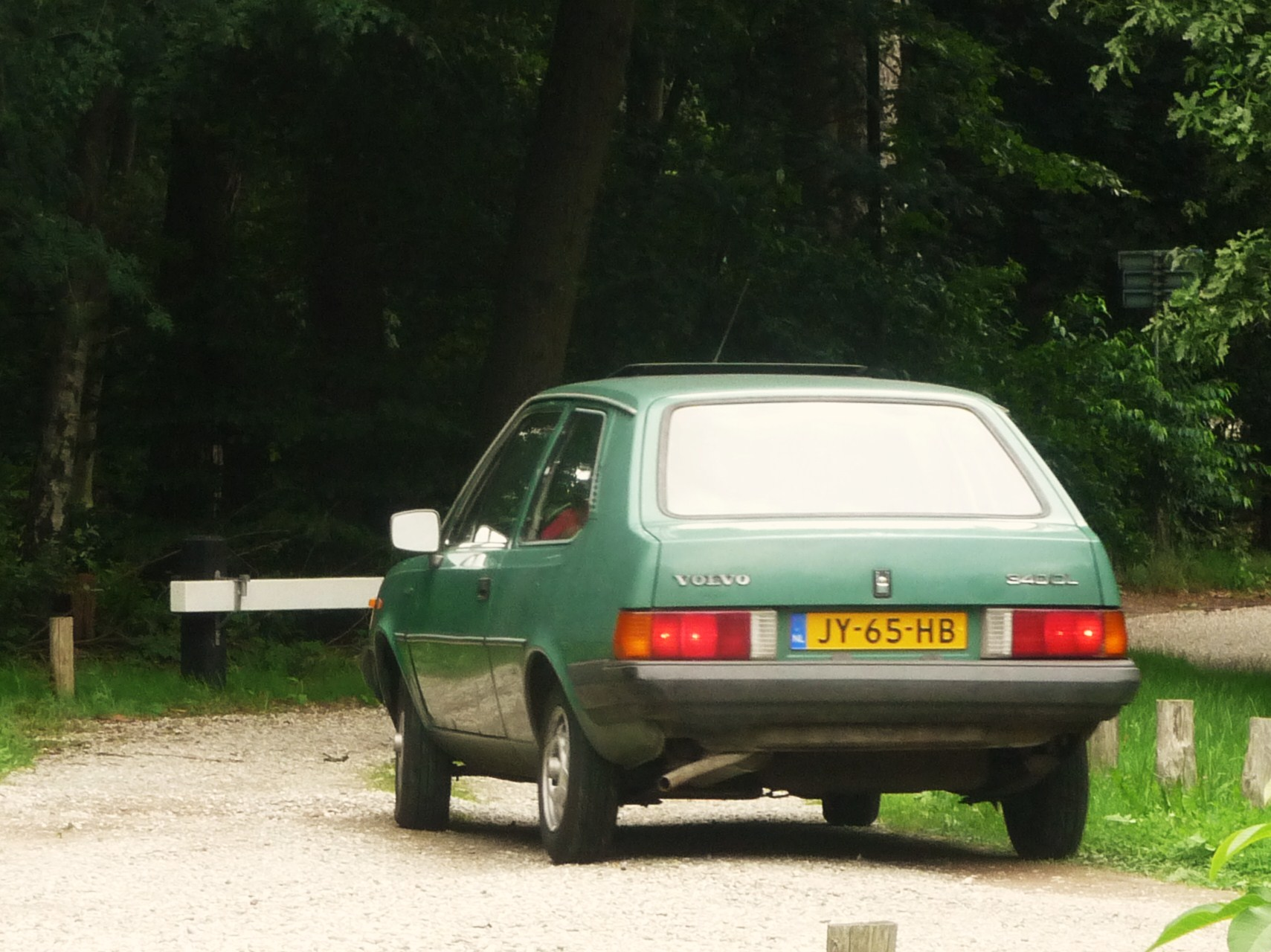
Volvo 340 3 portes (1983 - 1985)
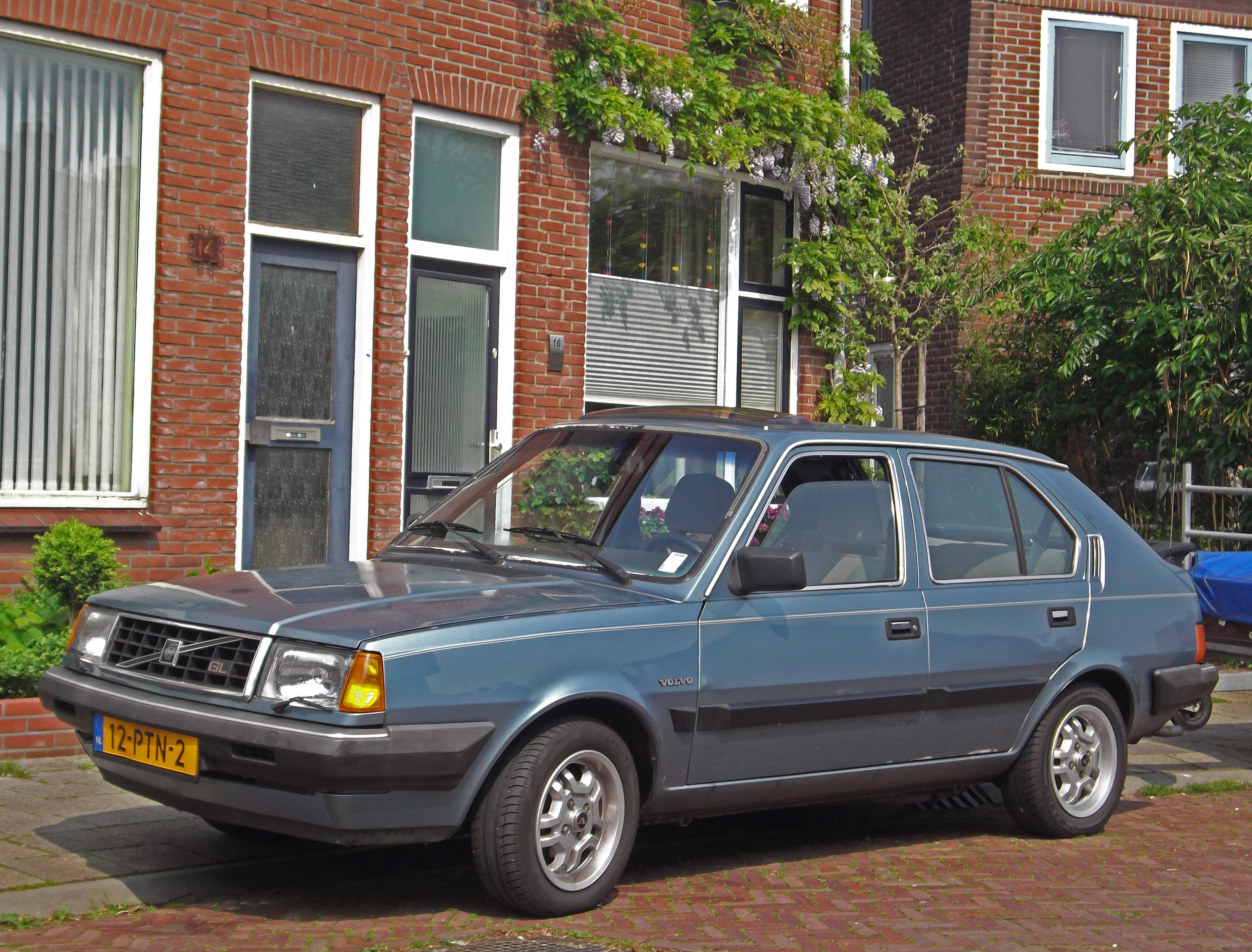
Volvo 340 5 portes (1983 - 1985)
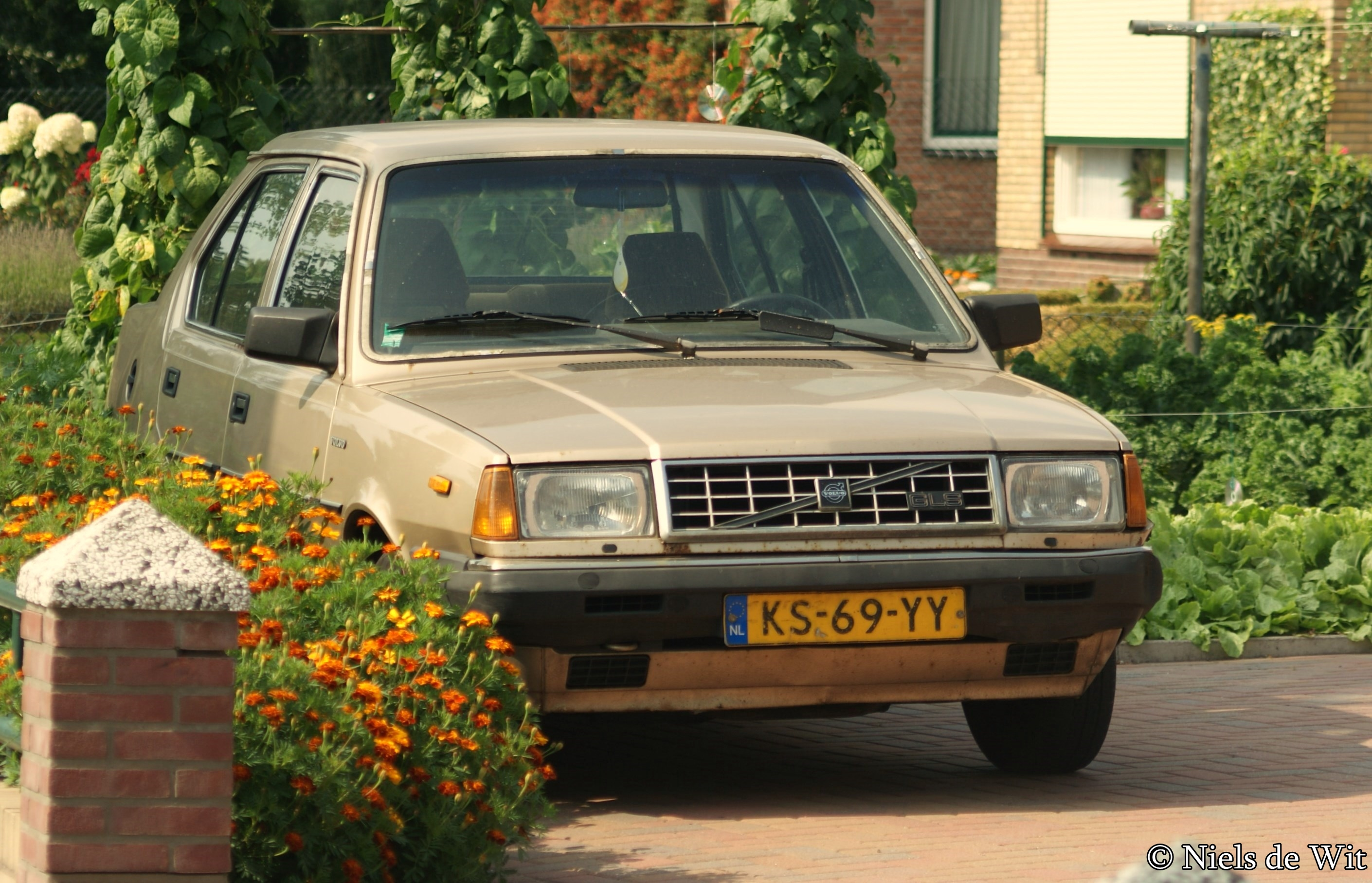
Volvo 360 tricorps (1984 - 1985)
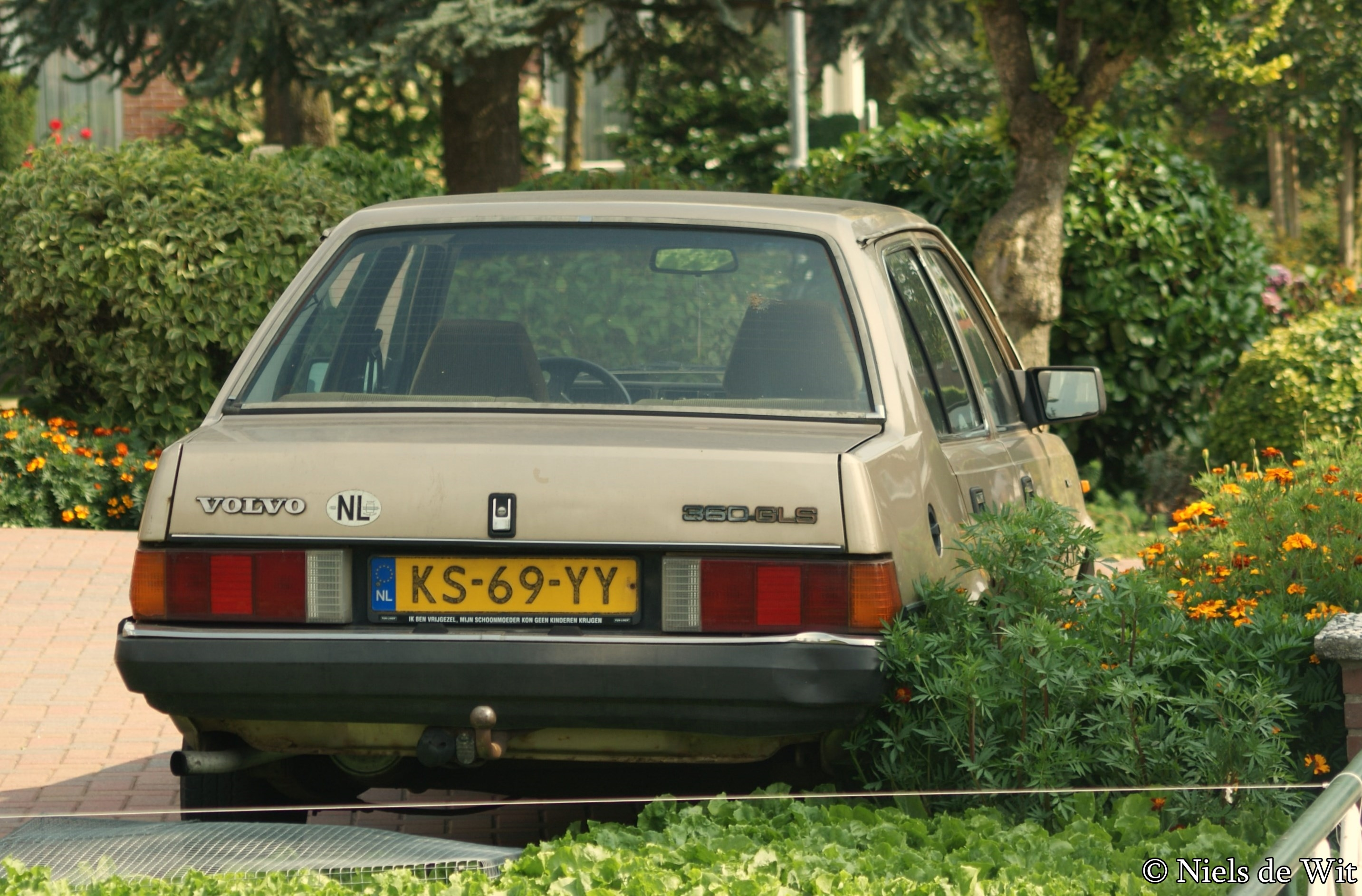
Volvo 360 tricorps (1984 - 1985)

### Quatrième série (340/360) (1986 - 1991)
La quatrième série arrive en 1986. Physiquement, elle se reconnaît grâce à ses nouveaux pare-chocs incluant les répétiteurs de clignotants. La calandre voit la barre du signe Volvo moins épaisse. À l'arrière, de nouveaux pare-chocs et de nouveaux feux complètent cette évolution. Sous le capot de la 340, le 1,4 litre passe à 71 ch, tandis que la version 64 ch quitte le catalogue. On note l'arrivée d'un nouveau « moteur F » d'origine Renault: 1,7 litre développant 82 ch, ce moteur provient également des Renault 9 et Renault 11 . Il est équipé d'une boîte manuelle à 5 rapports. Pour la 360, la version à carburateur voit sa puissance passer de 90 à 102 ch.
Dès 1987, la remplaçante des 340/360 est disponible. Il s'agit de la Volvo 440.
En 1990, c'est la 360 qui quitte d'abord le catalogue de la marque suédoise. En 1991, la 340 fait la même chose.
Au total, c'est 472 434 343/340, 358 024 345/340, et 176 023 360 qui furent produites.

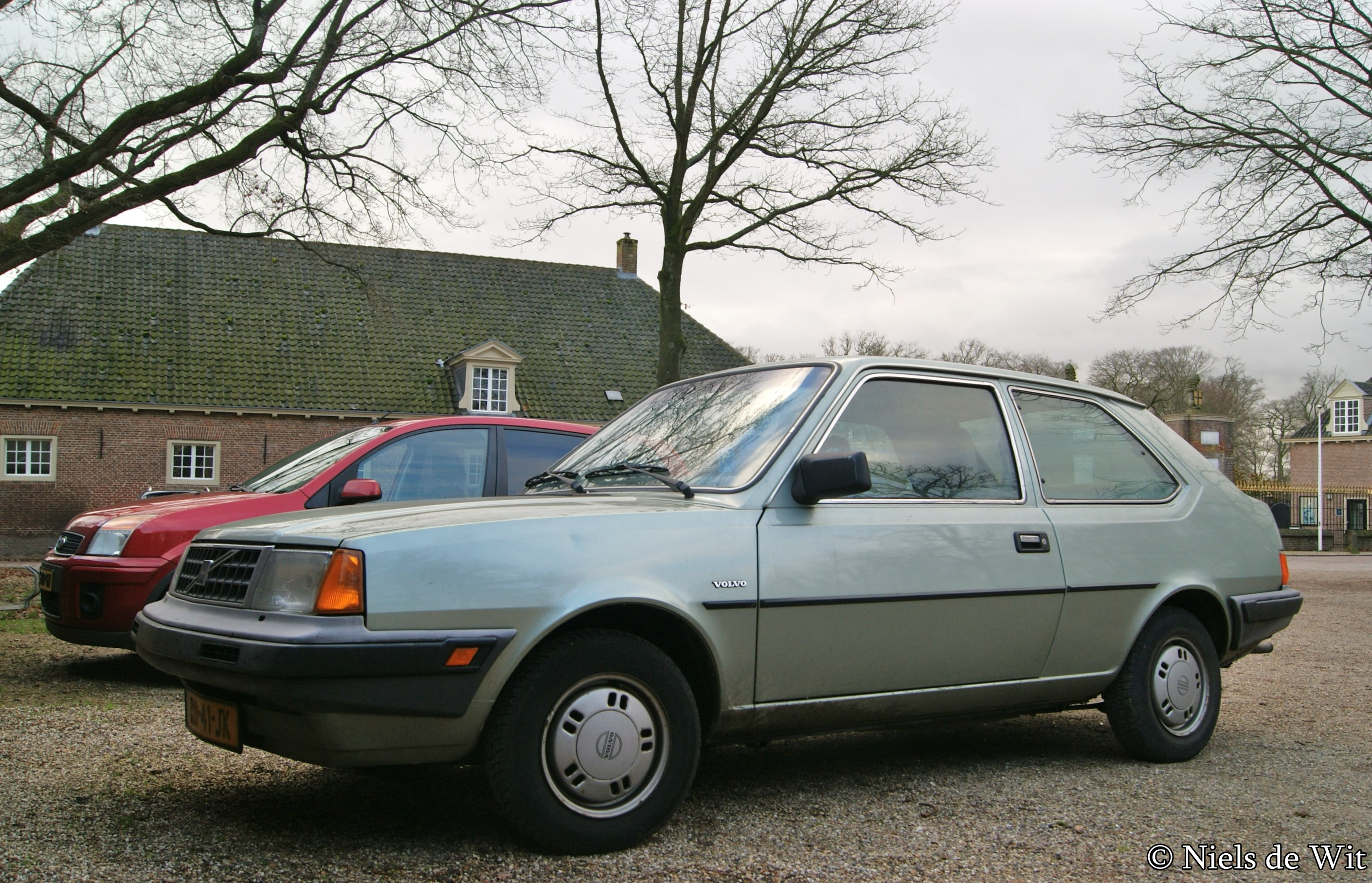
Volvo 340 3 portes (1986 - 1991).
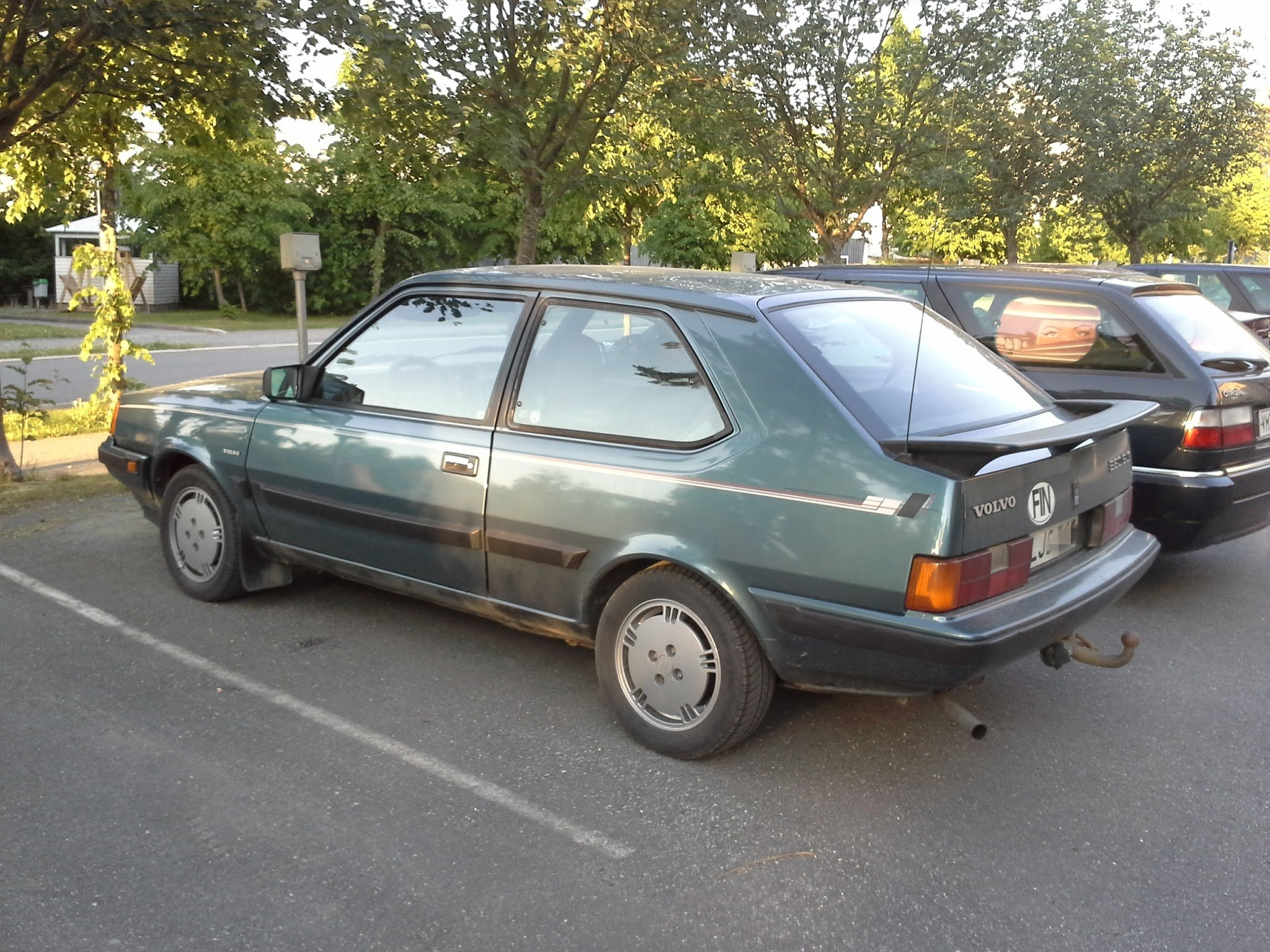
Volvo 360 3 portes (1986 - 1990).
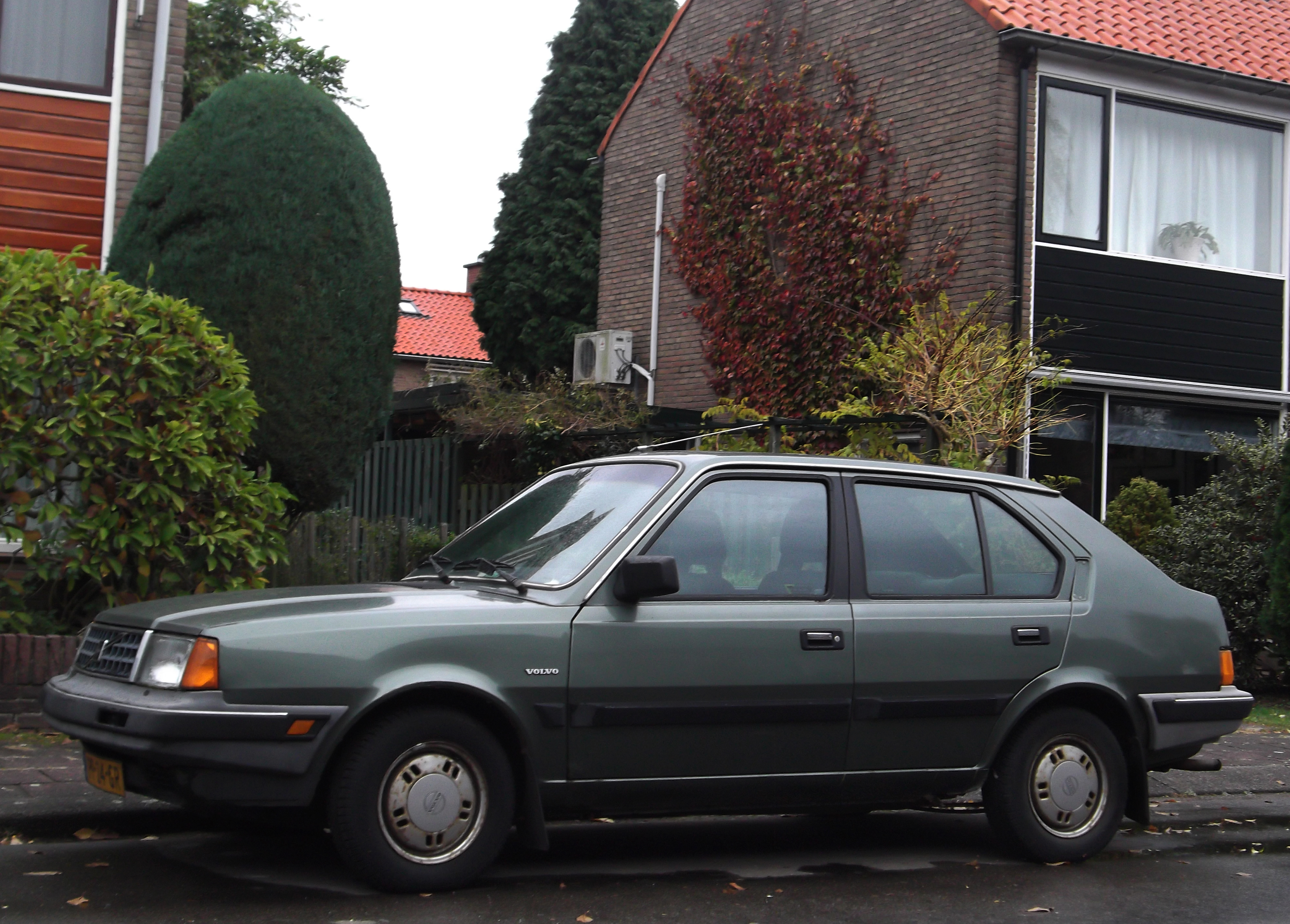
Volvo 360 5 portes (1986 - 1990).
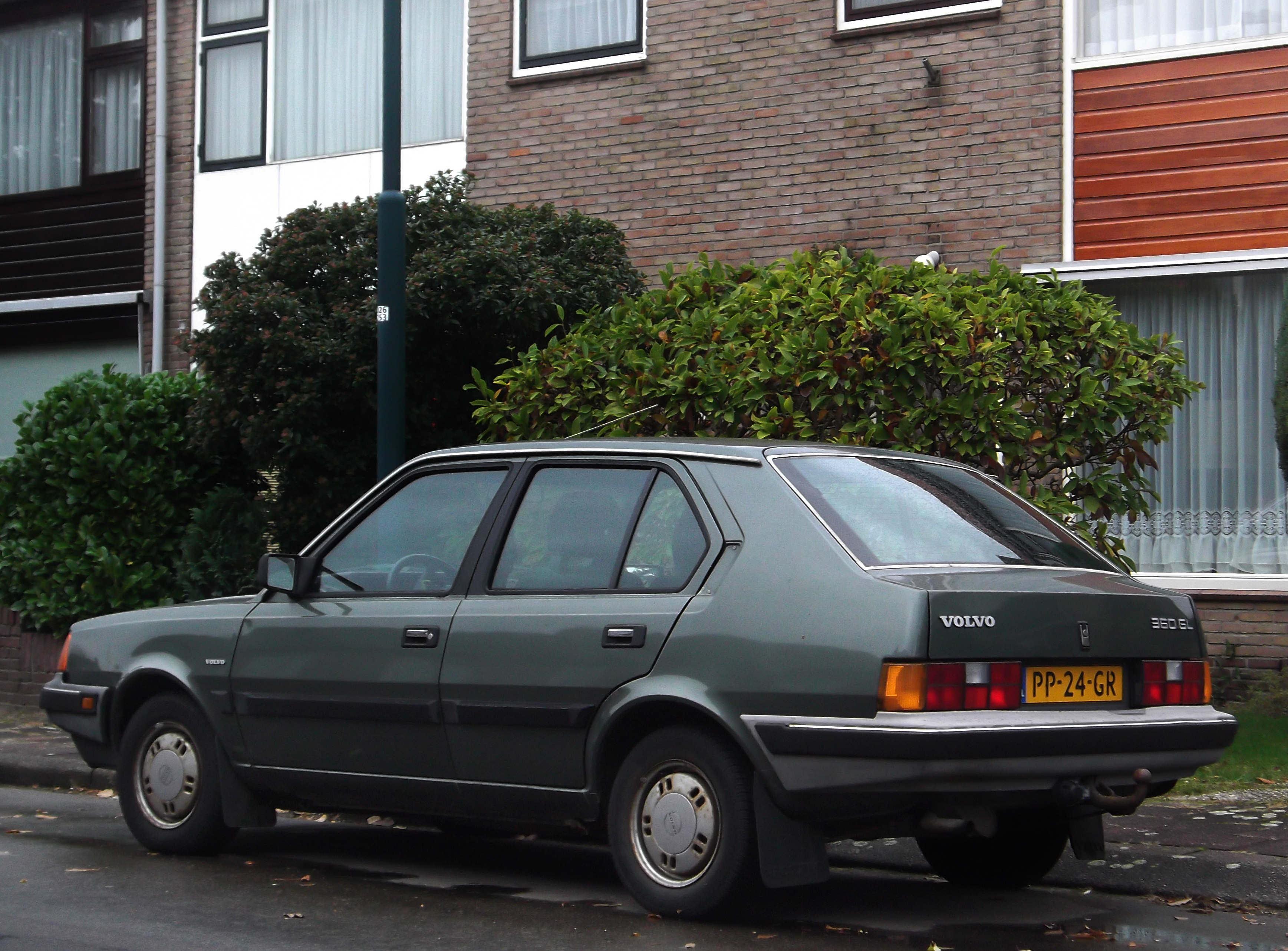
Volvo 360 5 portes (1986 - 1990).
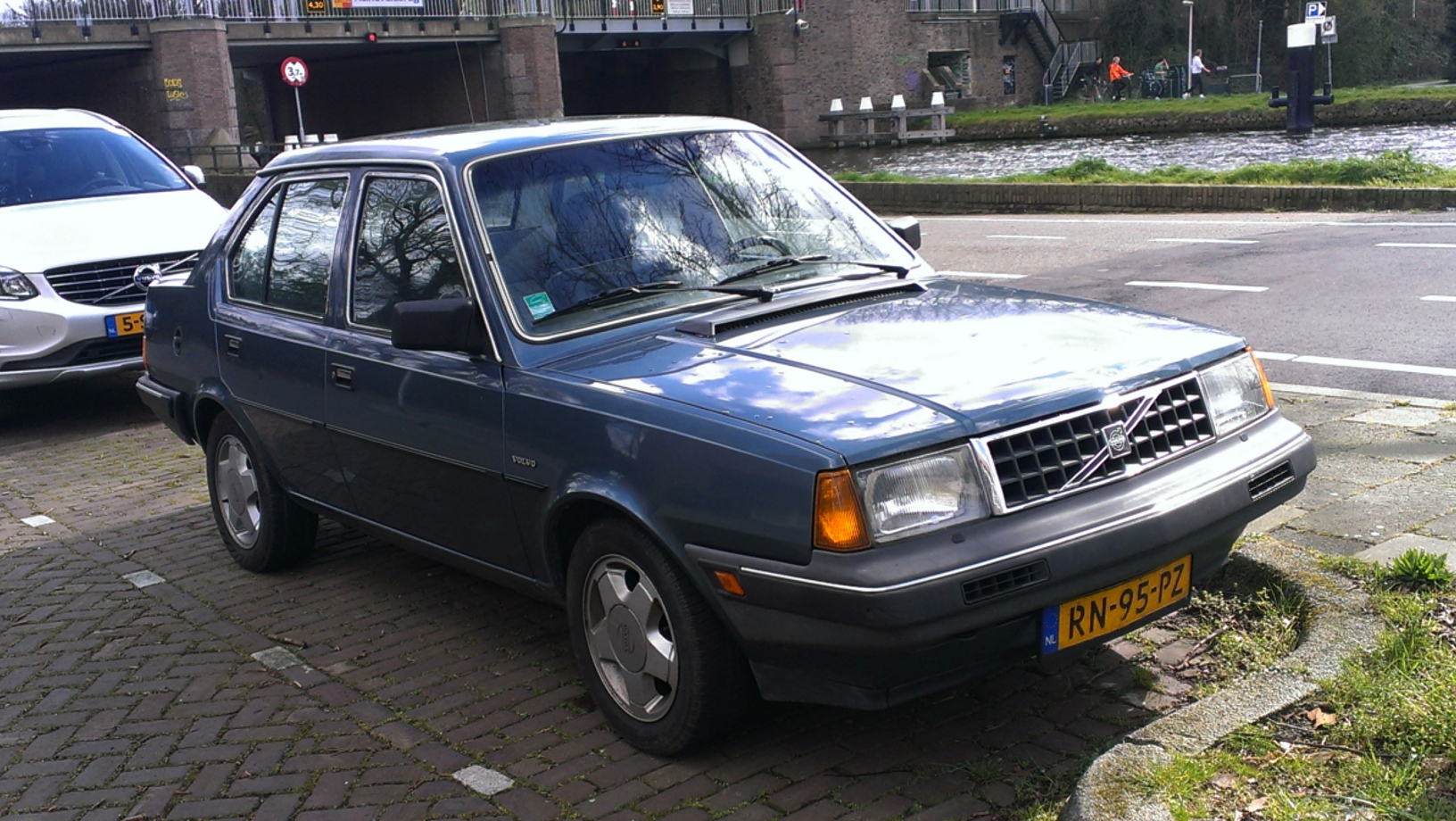
Volvo 360 tricorps (1986 - 1990).
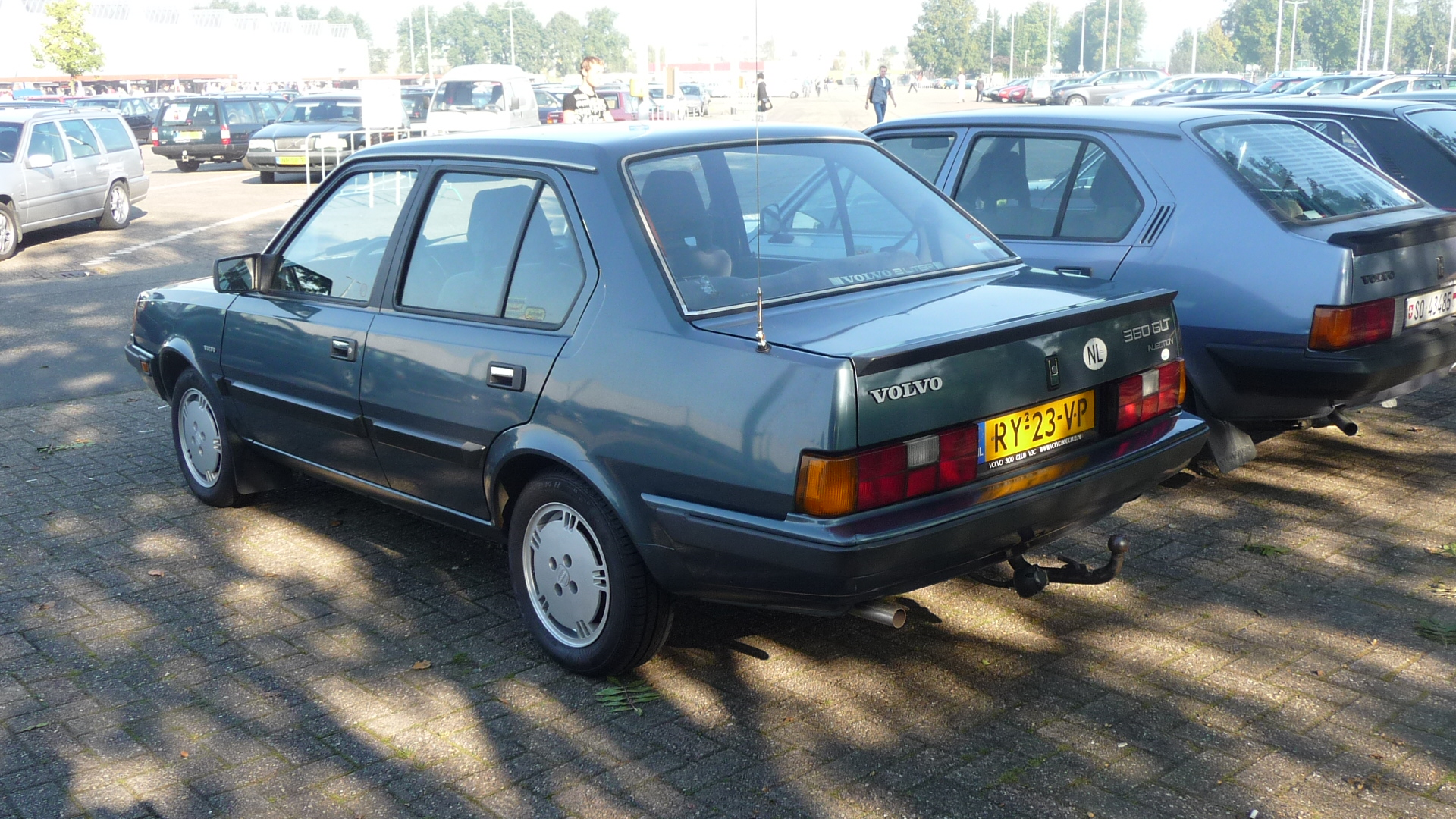
Volvo 360 tricorps (1986 - 1990).